# 톳이끼과
톳이끼과(Hedwigiaceae)는 톳이끼목에 속하는 이끼과의 하나이다.

## 하위 속
- Braunia
- Bryowijkia
- 톳이끼속 (Hedwigia)
- Hedwigidium
- Pseudobraunia